# Literie

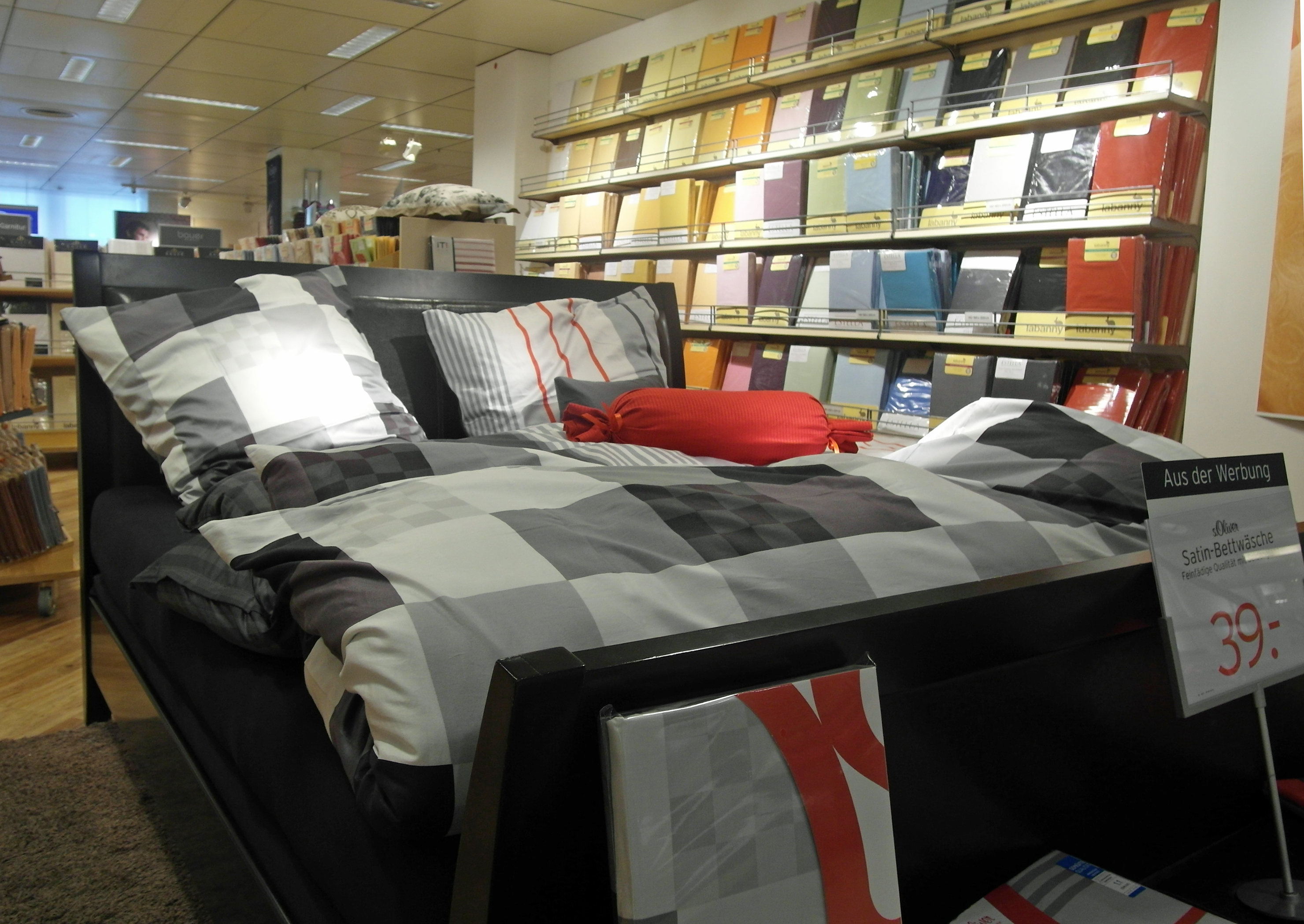
De la literie vendue dans un commerce de détail en Allemagne.

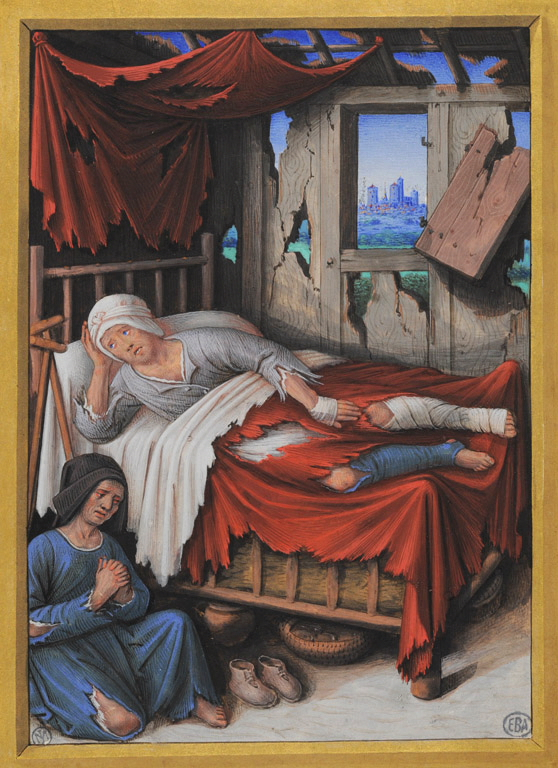
Le châlit, la literie et le ciel de lit du pauvre au début du XVIe siècle dans une miniature (vers 1500-1510) de Jean Bourdichon.

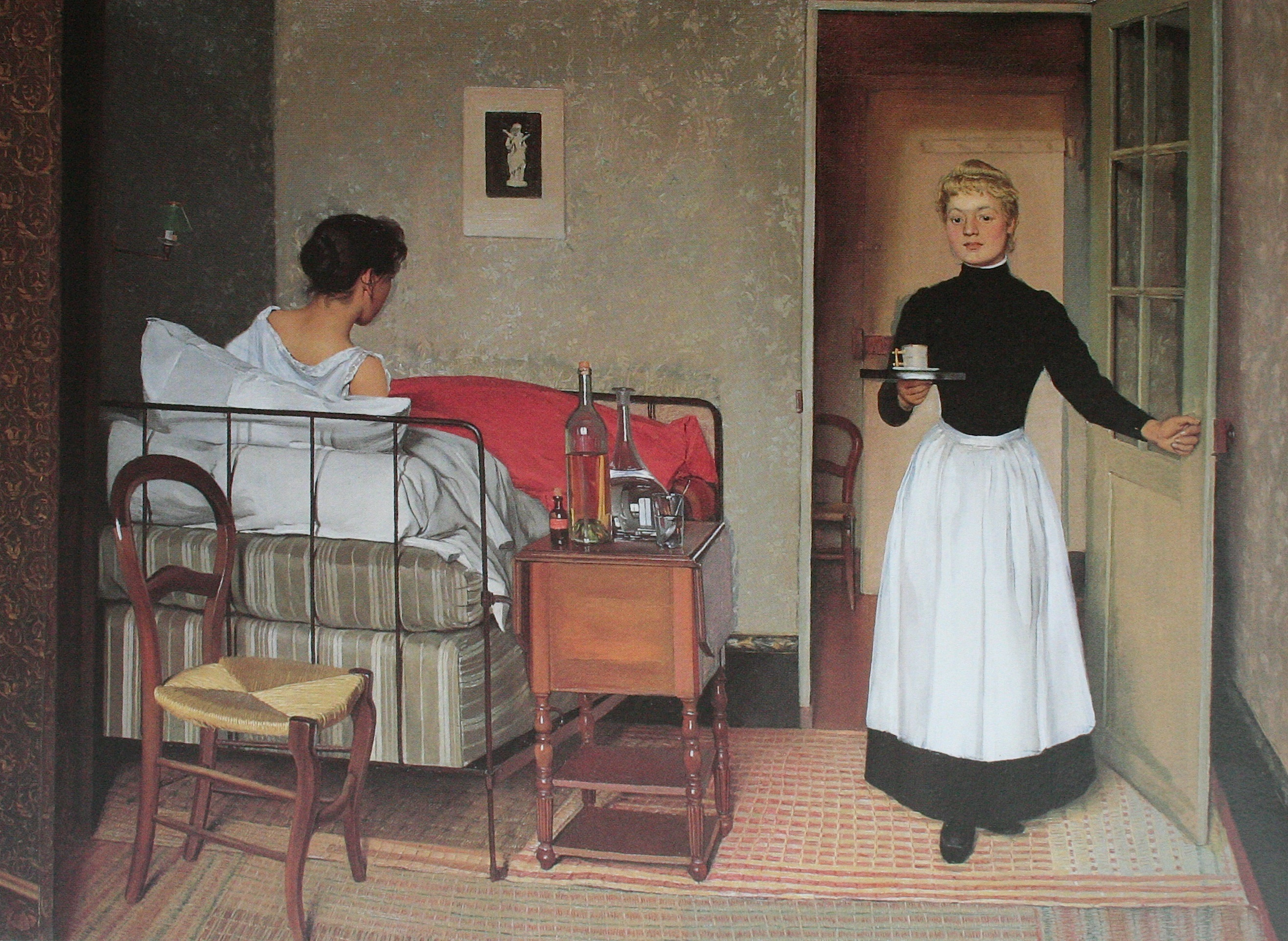
Félix Vallotton (1865-1925) a illustré dans sa toile La Malade (1892) la superposition des éléments du couchage sur laquelle on dort au XIXe siècle : sommier, matelas, couette, traversin et oreiller. Par-dessus s'ajoutent le drap de dessus, la couverture et le couvre-lit (ou la courte-pointe).

La literie regroupe l'ensemble des articles composant l'univers du couchage ; en particulier le matelas et sommier sur lesquels on se couche, mais aussi le linge de lit constitué des articles en textile recouvrant le lit. 
C'est aussi une branche professionnelle, associée notamment à celle des « plumassiers » qui produisaient les plumes des oreillers et édredons.

## Histoire
On suppose que les premiers éléments de literie datent de la préhistoire. Ils se sont probablement développés et complexifiés avec la sédentarisation des groupes humains . La littérature ancienne et quelques œuvres d'art nous renseignent sur ce qu'était la literie aux époques gréco-romaines, et médiévales. Certaines populations autochtones semi-nomades, amérindiennes sud-américaines notamment utilisent encore le hamac.  
De nombreux matériaux ont été utilisés pour les couvertures (fourrure, drap, lainages) et pour la garniture des matelas (plantes (foin ou fougères par exemple), poils/laines, plumes, balle d'avoine, coton…). 
Certains éléments de literie faisaient partie du  trousseau et/ou de la dot préparée pour la femme avant le mariage.
Au XXe siècle, les éléments de la literie se sont peu à peu standardisés, et dans de nombreux pays, l'édredon a disparu, et la couette tend à remplacer la couverture, à partir des années 1980-1990[réf. souhaitée].

## Composants
Le linge de lit fait partie du linge de maison et comprend les composants suivants :
- Couette et * Housse de couette
- Édredon
- Couverture (et Couvre-lit ou Jeté de lit)
- Drap
- Parure de lit
- Taie d'oreiller
- Taie de traversin

## Environnement

### Literie et santé
Des literies spéciales sont dédiés aux bébés et jeunes enfants et à certains maladies (literie médicale) et des literies dites anti-escarres ont été créées pour certains malades et personnes âgées.
Une literie peu aérée et mal nettoyée est une source potentielle d'allergie et de parasitoses (punaises de lit, punaises des lits, poux, pou du pubis...) ; les draps et oreillers sont en effet le lieu d'accumulation de squames humains servant de nourriture à certains acariens.
Lors de certaines épidémies (de peste et choléra notamment les literies étaient brûlées ou désinfectées dans le cas du typhus et de parasitoses telles que la gale, et elles ont dans le cas de la tuberculose intéressé les médecins chargés de la prophylaxie.
Une mauvaise literie peut être en cause dans la mort subite du nourrisson.
Les bougies, lampes à pétrole puis les mégots avec le développement du tabagisme ont été sources de feux de matelas et de literie, parfois mortels ou sources de brûlures graves en milieu carcéral. Des produits anti-feux, anti-acariens et des antibiotiques tels que le nanoargent ou housses anti-acariens  pourraient être sources de nouvelles allergies ou problèmes sanitaires.
La literie, nécessaire à un bon sommeil, fait partie des éléments de seconde nécessité apportés par l'aide humanitaire et parfois emportée par les réfugiés lors des guerres.

### Déchets de literie
Jusque dans les années 1970 en Europe et en France, la réparation de matelas et de sommier étaient courante. Aujourd'hui, la literie usagée est souvent simplement jetée et régulièrement remplacée. 
Autrefois, les composants d'une literie étaient tous biodégradable ou métallique et réutilisables ou recyclables. Des matières synthétiques sont apparues (fibres synthétiques, plastique, latex, mousse de polyuréthane…), principalement après la Seconde Guerre mondiale et des questions d'hygiène ont pu compliquer la réutilisation des literies. 
Les matelas en particulier sont devenus un élément importants des déchets dits « encombrants », souvent mis en décharge. 
Dans le cadre d'une économie circulaire et de la transition écologique et énergétique, certains produits sont éco-conçus et la tendance est à l'organisation de filière de récupération et recyclage[réf. souhaitée].